# Nautilocalyx aeneus
Nautilocalyx aeneus là một loài thực vật có hoa trong họ Tai voi. Loài này được (Linden & André) Wiehler mô tả khoa học đầu tiên năm 1978.